# Satureja adamovicii
Satureja adamovicii là một loài thực vật có hoa trong họ Hoa môi. Loài này được Šilic miêu tả khoa học đầu tiên năm 1979.